# IC 1088
IC 1088 ist ein Stern im Sternbild Virgo. Das Objekt wurde am 28. Mai 1891 von Stéphane Javelle entdeckt und wurde wahrscheinlich irrtümlich für eine Galaxie gehalten.